# Мраморная лягушка-поросёнок
Мраморная лягушка-поросёнок (лат. Hemisus marmoratus) — вид бесхвостых земноводных из семейства лягушек-поросят.

## Распространение
Ареал охватывает Африку к югу от Сахары (за исключением зон тропических лесов) от Сенегала до Эритреи, западной Эфиопии и Сомали, а также южную Кению и северную и северо-восточную части Южной Африки. Существует изолированная популяция к югу от озера Тана в северо-западной части Эфиопии.

## Описание
Это пухлая, почти цилиндрическая лягушка с очень острым рылом и короткими, но крепкими конечностями. Размер самцов 22—34 мм, вес от 1,3 до 5,0 г. Самки 37—49 мм, весом 5,8—6,3 г, во время беременности 7,7—12 г. Голова небольшая с заостренной мордой, от бежевого до тёмно-оливкового цвета. Туловище рыхлое. Окраска спины серо-бурая с тёмным мраморным рисунком. Горло, бока и задняя сторона бедра зеленовато-жёлтого цвета. Брюхо — белое. Глаза маленькие, с вертикальными зрачками. Барабанная перепонка не заметна. Горловой мешок самца во время брачного периода становится тёмно-фиолетовым. Присутствует большой пяточный бугор. Трель напоминает стрекотание сверчка.

## Образ жизни
Обитает в саваннах, редколесьях, на орошаемых землях. Встречается на высотах до 1800 м над уровнем моря. Как и другие представители рода хорошо роет норы и ходы, где проводит большую часть жизни, выходя на поверхность только во время дождей и для охоты. Активны ночью. Питаются, в основном, муравьями, а также термитами и червями.
Местное население использует этот вид в пищу, в народной медицине, и для торговли, в том числе международной, для домашнего содержания.

## Размножение
Размножение происходит в конце сухого сезона. Самка откладывает в подземные туннели 88—242 яйца. Эта амфибия интересна тем, что самка, зарывшись в землю, прикрывает своим телом яйца, из которых молодь выходит в виде хорошо развитых головастиков. Они появляются через неделю после кладки яиц. В это время начинаются дожди, и головастики попадают в водную среду, где о них заботится самец. Если сухой сезон затягивается, самка может перенести головастиков к воде на своей спине. Метаморфоз длится 3-4 недели.